# DreamWorks Animation
A DreamWorks Animation LLC (más néven DreamWorks) egy amerikai animációs stúdió, amely animációs filmeket és televíziós programokat készít, és a Universal Pictures leányvállalata, amely az NBC Universal részlege, amely maga is a Comcast vállalata. A stúdió a Z, a hangya (1998) című filmtől kezdve 2021 júliusáig 41 játékfilmet adott ki, köztük minden idők legtöbb bevételt hozó animációs filmjei közül többet is, amelyek közül a Shrek 2. (2004) volt a legtöbb bevételt hozó a megjelenése idején. A stúdió legutóbbi filmje A vad robot, amit 2024. szeptember 27-én mutattak be.
A DreamWorks Pictures részlegeként 1994-ben alakult az Amblin Entertainment korábbi animációs vállalatának, az Amblimationnek az alkalmazottaival, majd 2004-ben külön céggé vált. A stúdió eredetileg készített néhány hagyományos animációs filmet, valamint három stop-motion koprodukciót az Aardman Animations-szal, de ma már kizárólag a számítógépes animációra támaszkodik. Produkciói, köztük az Egyiptom hercege, a Wallace és Gromit és az elvetemült veteménylény, valamint a Shrek, a Kung Fu Panda és az Így neveld a sárkányodat franchise-ok számos elismerést kaptak, köztük három Oscar-díjat, 41 Emmy-díjat, számos Annie-díjat, valamint többszörös Golden Globe- és BAFTA-jelölést.
A DreamWorks Animation által készített filmeket eredetileg 1998 és 2005 között a DreamWorks Pictures, 2006 és 2012 között a Paramount Pictures, majd 2013 és 2017 között pedig a 20th Century Fox forgalmazta. Az NBCUniversal 2016-ban 3,8 milliárd dollárért felvásárolta a DreamWorks Animationt, és 2019 óta a Universal Pictures forgalmazza a DWA filmjeit, valamint birtokolja a legtöbb jogot a régi katalógushoz.

## Partnerkapcsolatok
A DreamWorks Animation 2002 óta folyamatos partnerséget ápol a Hewlett-Packarddal, és a stúdió kizárólag HP munkaállomásokat és szervereket használ. 2005-ben a DWA partnerségre lépett a HP-vel a HP Halo Telepresence Solutions bevezetése érdekében, amely olyan technológiák, amelyek lehetővé teszik, hogy különböző helyszíneken élő emberek valós időben, szemtől szemben kommunikáljanak egymással.
2005-ben az AMD hároméves szerződést kötött a stúdió Opteron processzorok biztosításáról. Ez a kapcsolat 2008-ban véget ért, és a DreamWorks bejelentette, hogy a jövőben minden produkcióhoz Intel Xeon processzorokat fog használni. Ugyanebben az évben mindkét vállalat bejelentette az InTru3D nevű technológiát, amely lehetővé teszi a DreamWorks számára, hogy a jövőben minden filmjét 3D-ben készítse el, kezdve a Szörnyek az űrlények ellen című filmmel.
A DreamWorks a NetApp-pal is partnerséget kötött a felhőalapú tárolás biztosítása érdekében, amely lehetővé teszi a vállalat számára, hogy filmjeit befejezze.

## Filmsorozatok
| Év                                            | Film | Rövid film | Megjelenés dátuma | TV évszakok |
| --------------------------------------------- | ---- | ---------- | ----------------- | ----------- |
| Egyiptom hercege                              | 2    | 0          | 1998–2000         | 0           |
| Shrek                                         | 7    | 8          | 2001–napjainkig   | 6           |
| Szilaj, a vad völgy paripája                  | 2    | 2          | 2002–napjainkig   | 12          |
| Madagaszkár                                   | 5    | 4          | 2005–napjainkig   | 9           |
| Kung Fu Panda                                 | 3    | 5          | 2008–napjainkig   | 4           |
| Így neveld a sárkányodat                      | 3    | 6          | 2010–napjainkig   | 10          |
| Croodék                                       | 2    | 0          | 2013–2020         | 4           |
| Turbó                                         | 1    | 0          | 2013–2016         | 3           |
| Mr. Peabody és Sherman kalandjai              | 1    | 1          | 2014–2017         | 4           |
| Végre otthon!                                 | 1    | 0          | 2015–2018         | 4           |
| Trollok                                       | 2    | 0          | 2016–napjainkig   | 9           |
| Trollvadászok                                 | 1    | 0          | 2016–2021         | 6           |
| Bébi úr                                       | 2    | 1          | 2017–napjainkig   | 4           |
| Alsógatyás kapitány: Az első nagyon nagy film | 1    | 0          | 2017–2020         | 4           |